# Véha Antal
Véha Antal (Endrőd, 1956. február 6. –) magyar mezőgazdasági gépészmérnök, a Szegedi Tudományegyetem Mérnöki Karának oktatója, egykori dékánja (2007 és 2013 között), Magyar Érdemrend Lovagkereszttel kitüntetett professzor.

## Életpályája

### Tanulmányai, tudományos fokozatai
Alap- és középfokú tanulmányait Orosházán végezte el: 1970-ben a József Attila Általános Iskola matematika tagozatáról ballagott el, majd 1974-ben érettségizett a Táncsics Mihály Gimnázium és Szakközépiskolában.
Ezt követően Gödöllőre került, ahol 1980-ban szerzett mezőgazdasági gépészmérnök oklevelet az Agrártudományi Egyetemen. Ugyanitt szerzett doktori címet 1987-ben. 1996-ban a Magyar Tudományos Akadémia mezőgazdasági tudomány kandidátusa címet adományozott neki. 2000-ben habilitált a Debreceni Egyetemen.
A későbbiekben EU szakértői, minőségügyi és élelmiszerbiztonsági rendszermenedzser oklevelet is szerzett.

### Munkahelye(i)

#### SZTE
1982-ben került egy pályázatnak köszönhetően a Szegedi Élelmiszeripari Főiskola Technológia Tanszékére (a mai SZTE Mérnöki Kar Élelmiszermérnöki Intézete) főiskolai tanársegédként. Később adjunktus és docens is lett. 2008 óta egyetemi tanár kinevezése van
2005-ben tanszékvezetői, 2006-ban intézetvezetői és kari főigazgatói pozícióba került. 2006 és 2013 között a Mérnöki Kar Kari Tanácsi elnöke, illetve szenátusi tag volt. 2007-ben dékáni, 2013-ban pro dékáni címet szerzett.
2006 és 2010 között az SZTE Dél-Alföldi Agrártudományi Centrumának elnöke volt.

#### Más egyetemek
2000 óta a Szent István Egyetem és a budapesti Corvinus Egyetem Doktori Iskolájának külső tagja. 2019 óta a Miskolci Egyetem Habilitációs Bizottságának tagja.

## Szervezeti tagság

### Közéleti tisztségei
- MTA Köztestületi tagja (1996 óta)[4]
- MTA SZAB Műszaki Szakbizottsági tag (1996 óta)
- Magyar Agrártudományi Egyesület
- Gépipari Tudományos Egyesület
- Csongrád Megyei Mérnöki Kamara
- Magyar Mérnökakadémia
- Magyar Élelmiszer-Tudományi és Technológiai Egyesület (2011 óta a szervezet alelnöke és a Malomipari Szakosztály vezetője)
- Hungarikum Bizottság Agrár- és Élelmiszergazdaság Szakbizottság (2013 óta)

### Szerkesztőbizottsági tagság
- SZTE MK: Review of Faculty of Engineering (Analecta Technica Szegedinensia), Jelenkori társadalmi és gazdasági folyamatok folyóirat
- MÉTE: Tejgazdaság, Molnárok Lapja, Élelmiszer-Tudomány és -Technológia folyóirat
- Wydawnictwo Politechniki Slaskiej: Transport Problems

## Munkássága

### Kutatási terület
Fő kutatási területe a növényi eredetű termények vizsgálata. Ide tartozik a malomipari technológiák, a gabonafélék minőség-ellenőrzése, a lisztek alkalmazhatósági vizsgálata, a gabonaalapú élelmiszerek gyártmányfejlesztése, a takarmánygyártás. Továbbá a hazai fűszerpaprika előállítás optimalizálása, mezőgazdasági termények aprítása, heterodiszperz rendszerek, gabonafélék és búzák szemkeménysége.

## Elismerések, díjak
- Főigazgatói dicséret (1986)
- KÉE Kiváló dolgozója (1990)
- Széchenyi István ösztöndíj (2001)
- MÉTE Társadalmi Munkáért Emlékérem (2003)
- FAO Élelmezési Világnap Emlékérem (2004: bronz fokozat, 2007: ezüst fokozat)
- SZIE címzetes egyetemi tanára (2007)
- Zrínyi Miklós Nemzetvédelmi Egyetem címzetes tanára (2009)
- A Nagyváradi Egyetem Doctor Honoris Causa címe (2009)
- EOQ MNB "Minőségért 2009" díj (2009)[6]
- SZTE MK Scriptor díj (2010)
- intézményközi tankönyvkiadási szakértői bizottság Kiadói Nívódíja (2010)
- Vidékfejlesztési Minisztérium Államtitkári Elismerő Oklevél (2012)
- Magyar Agrártudományi Társaság Szakkönyv Díj (2012)
- NKE címzetes tanára (2012)
- SZIE GTK Kitüntető Oklevél (2012)
- Vidékfejlesztési Minisztérium Pro Alimentis Hungariae Díj (2012)[7]
- Magyar Érdemrend lovagkeresztje (2013)[8]
- Debreceni Egyetem címzetes tanára (2013)
- SZIE GMK Komándi György díszoklevél (2013)
- Miskolci Egyetem GMIK emlékérem (2013)
- Európai Minőségügyi Szervezet Magyar Nemzeti Bizottság tiszteletbeli tagja (2013)
- SZTE MK Alkotóközösségi Scriptor díj (2013)
- Nagyváradi Egyetem Diploma of Excellence díj (2013)
- SZIE MKK díszoklevél (2013)[9]
- CSOMIÉP elismerő oklevél és emlékérem (2013)
- Zielinszki Szilárd díj (2014)
- Primus Inter Pares Díj (2018)[10]
- SZTE Pro Universitate-díj (2018)[11][12]

## Külső hivatkozás
Véha Antal önéletrajza az SZTE MK oldalán
ODT személyi adatlapja
Teljes publikációs lista (MTMT)